# 유비케어
주식회사 유비케어(영어: UBCare)는 대한민국의 의료 EMR 기업으로, 병·의원 의료용품·의약품 온라인 쇼핑몰인 미소몰닷컴을 운영하고 있다.

## 역사
1994년에 삼성메디슨의 사내 벤처로 설립되어 1997년 코스닥 시장에 상장하였다 2008년 SK케미칼 계열로 편입되었다가 2015년 사모펀드인 스틱인베스트먼트에 되팔았다 이후 2020년 GC녹십자헬스케어에 다시 매각하였다 25,500개의 고객(병의원 17,700, 약국 7,800)과 38개에 이르는 전국 법인 대리점을 가지고 있다

## 같이 보기
- 전자의무기록 솔루션(EMR)